# 서유
서유(徐愈, 1356년 ∼1411년)는 고려 말 조선 초의 문신이다. 본관은 이천(利川)이다.
1400년 (정종 2) 우부승지로 있을 때에 이방원과 동복형인 방간(芳幹) 사이에 일어난 제2차 왕자의 난에 승리하여 방원이 왕위에 오르는 데 기여한 공으로 1401년 (태종 1년)에 익대좌명공신(翊戴佐命功臣) 4등에 책록되었다. 1410년에 이성군(利城君)에 봉해졌다.